# Wolfgang Zarnack

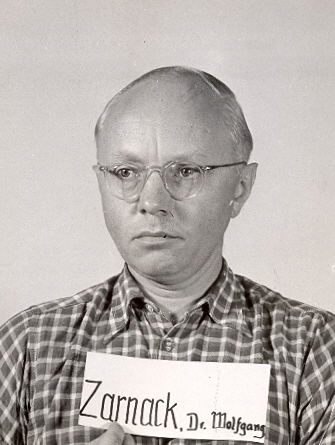
Zarnack zur Zeit der Nürnberger Prozesse

Wolfgang Friedrich Wilhelm Zarnack (* 9. Juli 1902 in Eberswalde; † 5. Juni 1980 in Frankfurt am Main) war ein deutscher Jurist und SA-Führer.

## Leben
Zarnack, Sohn des Veterinärrates Heinrich Zahn, absolvierte nach seiner Schulzeit ein Studium der Rechtswissenschaft und promovierte zum Dr. jur. Anschließend betätigte er sich als Rechtsanwalt und Notar. Während seines Studiums wurde er 1921 Mitglied der Burschenschaft Franconia Berlin.

## Politische Betätigung
Zarnack betätigte sich seit 1918 in der völkischen Bewegung und gehörte von 1919 bis 1921 der Brigade Reinhard in Berlin an. Der NSDAP und SA schloss er sich 1923 an. In der SA erreichte er mindestens den Rang eines SA-Sturmbannführers. Ab 1930 gehörte Zarnack dem Stab der Obersten SA-Führung Ost an und wurde Rechtsreferendar der SA-Gruppe Berlin-Brandenburg. Zudem war Zarnack seit 1930 Gauobmann des Bundes Nationalsozialistischer deutscher Juristen (BNSDJ) und Amtsleiter für Recht bei der NSDAP-Reichsleitung. Er gehörte der Akademie für Deutsches Recht an.
Als Gauobmann des BNSDJ betrieb Zarnack nach der Machtübernahme der Nationalsozialisten die „Ausschaltung“ der jüdischen Rechtsanwälte. So leitete er am 22. März 1933 in Berlin eine Konferenz, in der gefordert wurde, nur noch „deutschstämmige“ Rechtsanwälte zur Ausübung anwaltlicher Tätigkeit zuzulassen und jüdische Rechtsanwälte von diesem Beruf auszuschließen. In der Ausgabe vom 7. August 1935 der NS-Zeitschrift Das Schwarze Korps befasste sich Zarnack mit der „Aufforderung an die Bevölkerung, Juden festzunehmen“.
In dem erstmals 1965 erschienenen Braunbuch der DDR wird Zarnack als Treuhänder des Reichswirtschaftsministeriums genannt und soll „maßgeblich an der ‚Arisierung‘ jüdischen Vermögens beteiligt“ gewesen sein.

## Nachkriegszeit
Nach Kriegsende wurde Zarnack durch das Ehrengericht der Rechtsanwaltskammer Frankfurt am Main die Zulassung als Rechtsanwalt entzogen. In der Begründung dazu hieß es, dass es unsicher sei, ob Zarnack „den Anwaltsberuf in vollem Einklang mit den Forderungen einer demokratischen Rechtspflege ausüben würde“. Zarnack intervenierte erfolgreich gegen diese Entscheidung und wurde im Juni 1955 in Frankfurt am Main wieder als Rechtsanwalt zugelassen.
Danach betätigte sich Zarnack auch als Verteidiger in NS-Prozessen. Im Februar 1963 verteidigte er den Juristen und Mitorganisator der Aktion T4 Gerhard Bohne und im ersten Frankfurter Auschwitzprozess den Angeklagten Arthur Breitwieser.